# 4th Street (Manhattan)

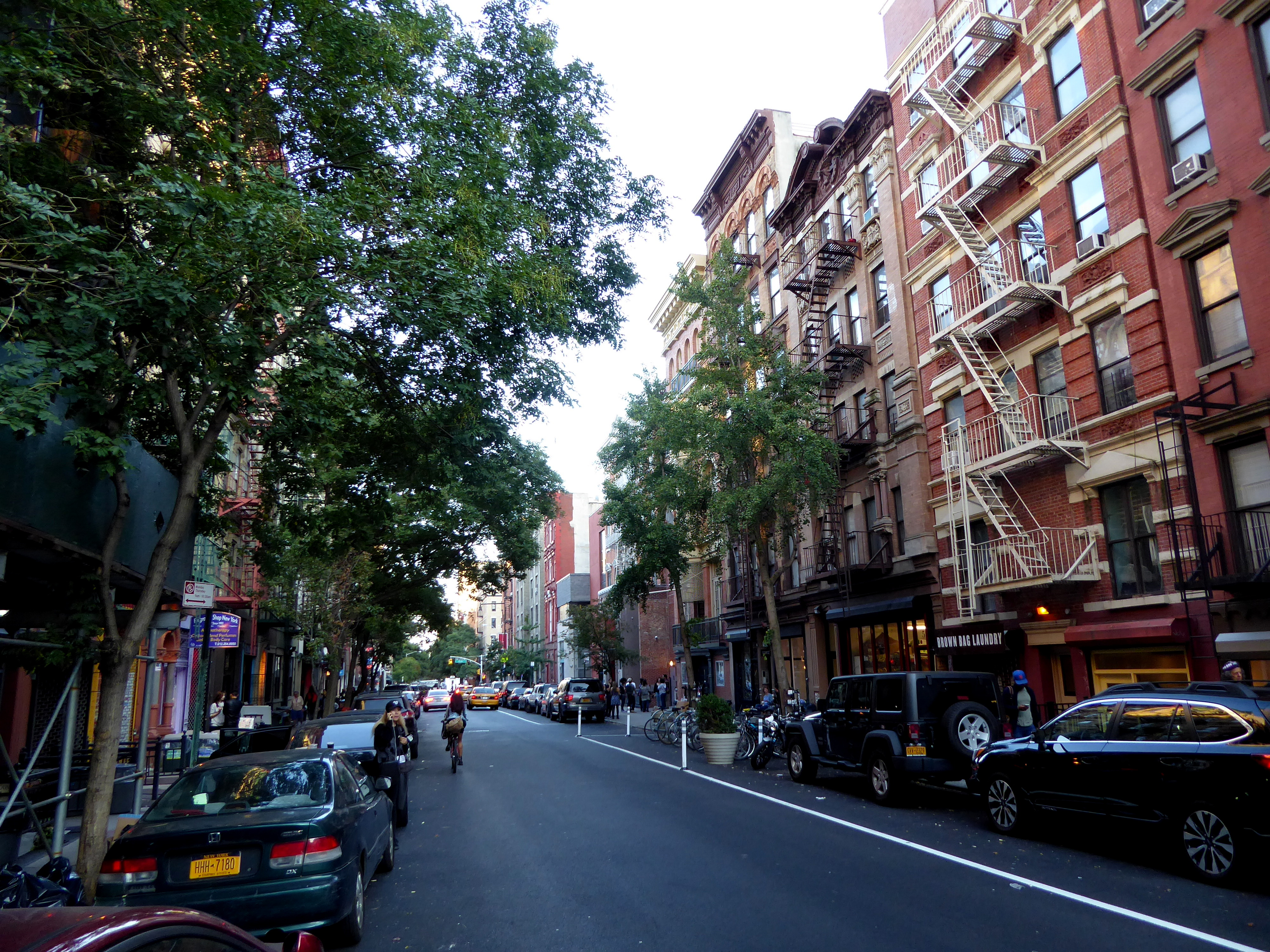
East 4th Street zwischen Bowery und 2nd Avenue

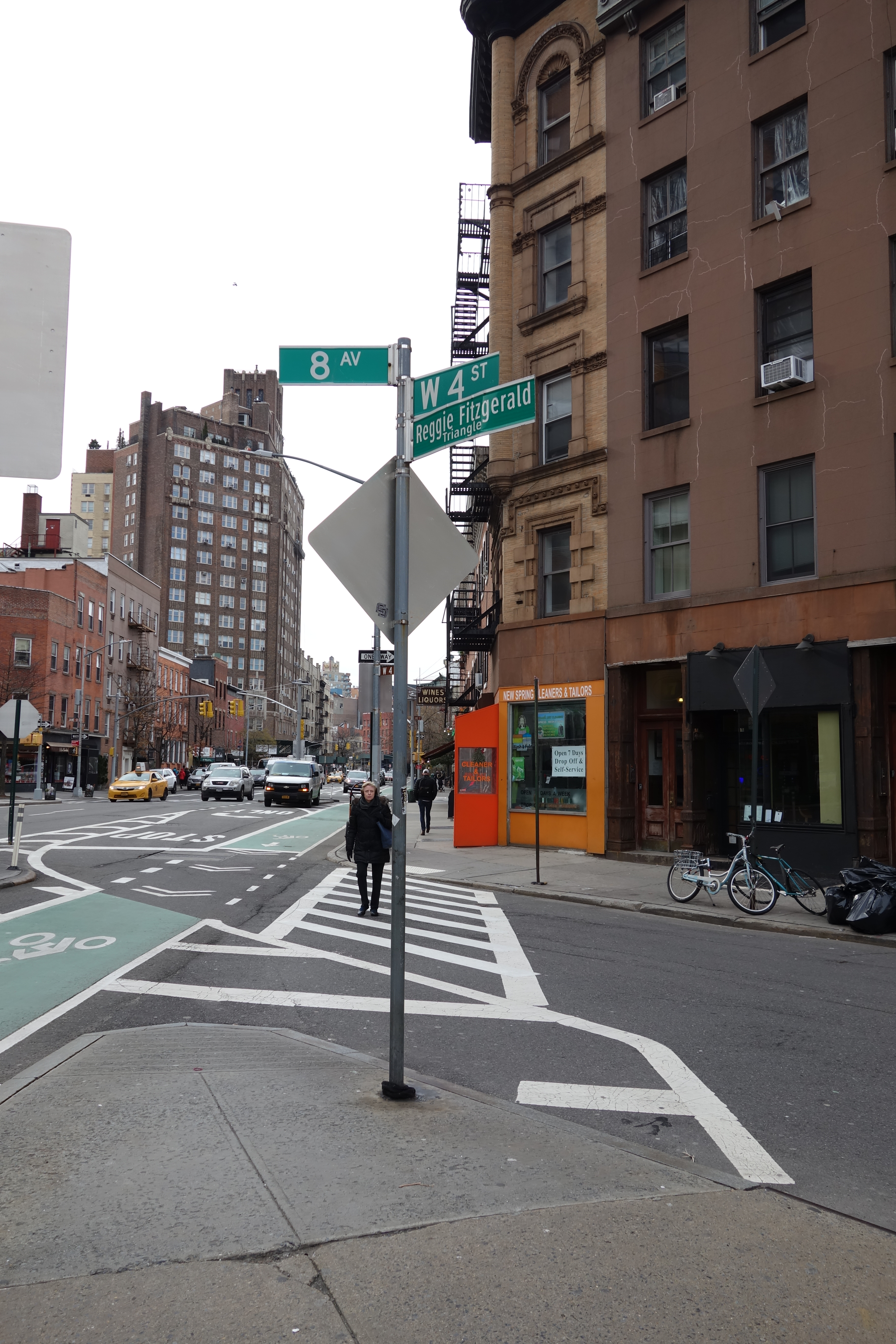
Ecke Eight Avenue / 4th Street in West Village

Die 4th Street ist eine in Ost-West-Richtung verlaufende rund 3,2 Kilometer lange Straße zwischen East Village und Greenwich Village in Lower Manhattan in New York City.

## Lage und Verlauf
Die 4th Street beginnt an der Avenue D im Viertel Alphabet City im Stadtteil East Village zwei Blocks nördlich der Houston Street als „East 4th Street“ und führt von dort durch die Viertel Bowery und NoHo zum Broadway, wo sie zur „West 4th Street“ wird. Sie verläuft weiter nach Westen durch den Stadtteil Greenwich Village bis zur Avenue of the Americas (Sixth Avenue), wo die West 4th Street nach Norden abbiegt und sich mit der Seventh Avenue und der Eighth Avenue kreuzt und mit der Einmündung in die West 13th Street in West Village endet. Im Bereich des Washington Square Parks zwischen der Schwartz Plaza und der McDougal Street trägt die Straße den Namen „Washington Square South“.
Die Verkehrsführung erfolgt von der Seventh Avenue bis zur Avenue D als Einbahnstraße in West-Ost-Richtung. Von der Seventh Avenue bis zur Eight Avenue und 13th Street führt die 4th Street in Süd-Nord-Richtung ebenfalls als Einbahnstraße.
An der Kreuzung 4th Street/Sixth Avenue befindet sich die U-Bahn-Station West Fourth Street–Washington Square der New York City Subway. Hier verkehren die Linien , , , , ,  und .

## Geschichte
Nach dem Commissioners’ Plan von 1811 wurden die Straßen nördlich der 14th Street mit nummerierten Straßennamen rasterförmig angelegt, in dem die Streets in Ost-West-Richtung und die Avenues von Süd nach Nord verlaufen. Südlich der 14th Street wandte man dies nur noch in East Village an. In Greenwich Village dagegen blieb das vorhandene Straßennetz außer ein paar Ausnahmen fast unverändert. Es gab aber einige Straßenumbenennungen. So hieß der Abschnitt von der Sixth Avenue bis zur 13th Street früher Asylum Street, benannt nach der „Orphan Asylum Society“, die man 1833 abriss und den Straßenabschnitt dann trotz der Nord-Süd-Richtung in West 4th Street umbenannte. Später nannte man die Querstraßen Amos Street, Hammond Street und Troy Street in West 10th, 11th und 12th Street um, was heute für die Orientierung etwas Verwirrung verursacht, da in Manhattan in der Regel die Streets von den Avenues gekreuzt werden.

## Kultur

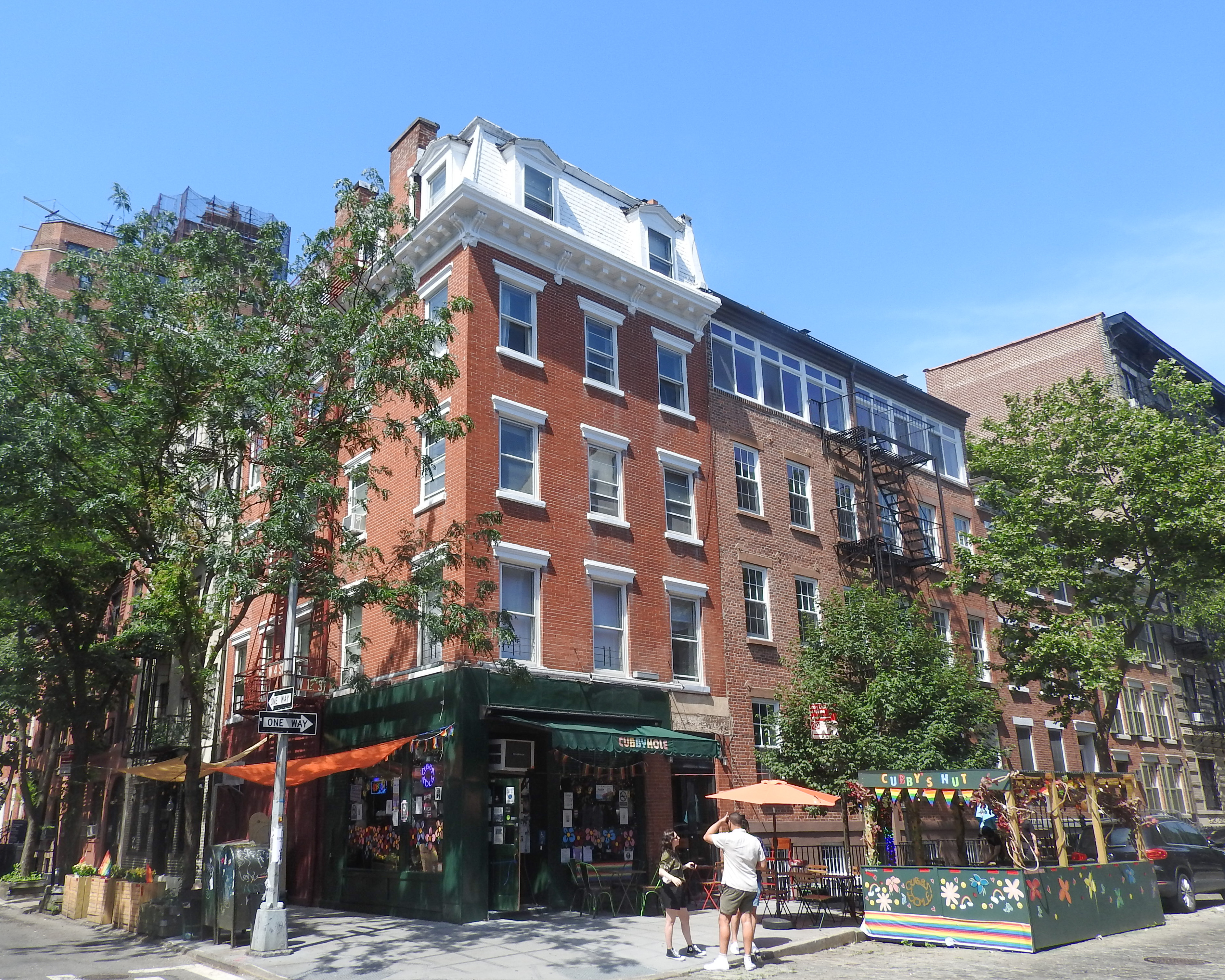
Ecke W 4th und W 12th Street

In der 4th Street gab und gibt es eine Reihe von bedeutenden kulturellen Einrichtungen, Studios und Clubs. Die „Golden Swan Bar“ (Hell Hole) war für den Dramatiker Eugene O’Neill, der dort regelmäßig zu Gast war, Schauplatz und Inspiration für sein Stück The Iceman Cometh. In der 4th lebten die Schriftstellerin Willa Cather (60 Washington Square South) und die Journalisten John Reed (Zehn Tage, die die Welt erschütterten) und Lincoln Steffens (nahe 42 Washington Square South).
Die Bildhauerin Gertrude Vanderbilt Whitney gründete 1918 den Whitney Studio Club in der 147 West 4th Street als Schaffensort für junge Künstler. Die Einrichtung war die zweite Inkarnation für das spätere Whitney Museum of American Art. Dort begannen die Karrieren von Künstlern wie den Malern der Ashcan School John Sloan und Edward Hopper sowie Reginald Marsh und Isabel Bishop (1902–1988).
In der 11 West 4th Street befand sich der berühmte Folkclub „Gerde's Folk City“. Dort gaben 1961 Bob Dylan und Simon & Garfunkel ihr New Yorker Debüt. Dylan lebte von Anfang 1962 bis Ende 1964 in einem kleinen Studio-Apartment in der 161 West 4th Street. Das Motiv für das Cover des Albums The Freewheelin’ Bob Dylan wurde in der nahe gelegenen Querstraße Jones Street aufgenommen und die 4th Street dürfte seinen Hit „Positively 4th Street“ von 1965 inspiriert haben.